# Joseph Adolphus Rozier
Pour les articles homonymes, voir Rozier.
Joseph Adolphus Rozier (31 décembre 1817, Sainte-Geneviève - 20 décembre 1896, La Nouvelle-Orléans), est un homme politique américain.

## Biographie
Fils du financier Jean Ferdinand Rozier (1777-1864), un nantais ayant émigré aux États-Unis, et frère de Firmin A. Rozier, il suit, après sa scolarité au St. Mary College, des études de droit à Kaskaskia, sous la direction du juge Nathaniel Pope (en), et s'installe comme avocat à La Nouvelle-Orléans. Il préside durant plusieurs années la Law Association de La Nouvelle-Orléans.
Il épouse Marie Clothilde Pélagie Vallé, arrière petite-fille de François Vallé.
Il devient maire de La Nouvelle-Orléans en 1866.

## Sources
- (en) Cet article est partiellement ou en totalité issu de l’article de Wikipédia en anglais intitulé « J. A. D. Rozier » (voir la liste des auteurs).